# Lupice vznešená
Lupice vznešená (Poecilobothrus nobilitatus) je druh dvoukřídlého hmyzu z čeledi lupicovití (Dolichopodidae). Tento druh je známý svými výraznými rozmnožovacími rituály a kovově lesklým tělem.

## Popis
Lupice vznešená dosahuje délky těla 6–7 mm. Samec a samice se vyznačují výrazným pohlavním dimorfismem. Samci mají černě zbarvená křídla s mléčně bílými špičkami a jejich tělo je zeleně kovově lesklé. Samice mají průhledná křídla s tmavšími špičkami a menší tělesnou velikost. Tento druh je snadno rozpoznatelný podle svých jasně zbarvených křídel a celkové elegance.

## Rozšíření a biotop
Lupice vznešená se vyskytuje téměř po celé Evropě, s výjimkou nejsevernějších oblastí. Nejčastěji ji lze najít v blízkosti rybníků, mokřadů a zatopených luk, kde žije během letních měsíců. Tento druh hraje důležitou roli v ekosystémech těchto biotopů, protože pomáhá regulovat populace drobného hmyzu.

## Chování

### Rozmnožování
Lupice vznešená je známá svým složitým dvořením. Samci předvádějí krouživé pohyby křídel a ukazují své bílé špičky křídel, aby upoutali pozornost samic. Tyto námluvy probíhají často v blízkosti vodních ploch, kde mají samci větší šanci oslovit potenciální partnerky. Pokud samice nemá zájem, může námluvy přerušit odletem. Samci také často bojují o samice pomocí rychlých manévrů ve vzduchu.

### Potrava
Lupice vznešená loví drobný hmyz a larvy na povrchu vodních ploch. Samec i samice se živí drobnými bezobratlými, jako jsou larvy komárů a drobní korýši. Tento druh je významným predátorem v rámci mokřadních ekosystémů.

## Význam pro výzkum
Lupice vznešená je oblíbeným předmětem výzkumu díky svému výraznému pohlavnímu dimorfismu, komplexním námluvám a loveckému chování. Tato vlastnost z ní činí důležitý modelový organismus pro studium behaviorální ekologie a evoluce.